# Billbergia lietzei
Espèce
Classification phylogénétique
Billbergia lietzei est une espèce de plantes de la famille des Bromeliaceae, endémique de la forêt atlantique (mata atlântica en portugais) au Brésil.

## Distribution
L'espèce est endémique de l'État d'Espírito Santo au Brésil.

## Description
L'espèce est épiphyte.